# Destiny (Chaka Khan)
Destiny è un album della cantante statunitense Chaka Khan, pubblicato nel 1986.

## Tracce
1. Love of a Lifetime (David Gamson, Green Gartside) – 4:21
2. Earth to Mickey (Joshua Fried, Reggie Griffin, Arif Mardin, Charlie Singleton, Jeremy Wolff) – 5:37
3. Watching the World (John Lang, Richard Page, Steve George) – 4:44
4. The Other Side of the World (B. A. Robertson, Mike Rutherford) – 3:41
5. My Destiny (Chaka Khan) – 4:39
6. I Can't Be Loved (Glen Ballard, Randy Goodrum) – 4:30
7. It's You (Portia Griffin, Tony Patler) – 4:19
8. So Close (Richard Feldman, Marcy Levy, Pam Tillis) – 4:19
9. Tight Fit (Bunny Siegler, Marvin Morrow) – 4:39
10. Who's It Gonna Be (Gary Goetzman, Mike Picirillo) – 4:37
11. Coltrane Dreams (Chaka Khan, Julie Mardin, Arif Mardin) – 1:39

## Formazione
- Chaka Khan - voce solista, cori (tutte le tracce), timballi e campanaccio (traccia: 10)
- Mark Stevens - cori (tracce: 1, 2, 7, 9, 10), cori supplementari (traccia: 3)
- Marcus Miller - basso (traccia: 1)
- Fred Maher - batteria (traccia: 1)
- Nick Moroch - chitarra (tracce: 1, 10)
- David Lebolt - tastiere supplementari (pista: 1), di programmazione con sintetizzatore (tracce: 3, 10)
- David Gamson - sintetizzatore, programmazione (traccia: 1)
- Verde Gartside - cori (traccia: 1)
- Jason Miles - ulteriore programmazione con sintetizzatore (traccia: 1)
- Michael Colina - ulteriore programmazione con sintetizzatore (traccia: 1)
- Robert Gay - sassofono contralto e solista (traccia: 1), sassofono (traccia: 9)
- Scott Gilman - sassofone tenore (traccia: 1)
- Matthew Cornish - tromba (traccia: 1)
- Sandra St. Victor - cori (tracce: 2, 6, 7, 8, 9, 10)
- Arif Mardin - speciale editing effetti (traccia: 2)
- Reggie Griffin - rap, sintetizzatore, tastiera (pista: 2), chitarra, cori, tastiera, sintetizzatore, programmazione e sequenziamento (pista: 6), tastiera, programmazione, sassofono e chitarra (pista: 7), sintetizzatore solista (traccia: 10)
- Pino Palladino - basso (traccia: 3)
- David Rosenberg - suoni aggiuntivi di batteria (pista: 3), suoni di batteria (pista: 6), tamburi (pista: 8)
- Phil Collins - batteria, cori (traccia: 3)
- Dann Huff - chitarra (traccia: 3)
- Joe Mardin - direttore musicale, tastiere aggiuntive e sequenziamento (pista: 3), tastiere, sintetizzatore, programmazione, sequenziamento e percussioni aggiuntive (pista: 6), tastiere e programmazione (tracce: 9, 10)
- Michael Brecker - sassofono tenore (traccia: 3)
- Tommy Malone - trombone (traccia: 3)
- John Faddis - tromba (traccia: 3)
- Marvin Stamm - tromba (traccia: 3)
- Michael Mossman - tromba (traccia: 3)
- Randy Brecker - tromba (traccia: 3)
- Robbie Buchanan - sintetizzatore (track: 4)
- Anthony Jackson - basso (traccia: 5)
- Steve Ferrone - batteria (tracce: 5, 11)
- Randy Fredrix - chitarra (track: 5)
- Philippe Saisse - tastiere e programmazione (pista: 5)
- Cindy Mizelle - cori (traccia: 6)
- Gene Orloff - violino per archi (traccia: 6)
- Paul Pesco - chitarra (tracce: 6, 9)
- Tony Patler - tastiere aggiuntive (traccia: 7), il basso sintetizzatore (traccia: 9)
- Reb Beach - chitarra (traccia: 8)
- Beau Hill - sintetizzatore basso e tastiere (traccia: 8)
- Jimmy Bralower - tamburo (traccia: 9)
- Bob Riley - tamburo (track: 10)
- Thomas Oldakowski - tamburo (pista: 11)
- Sam Rivers - sassofono tenore solista (traccia: 11)
- Cengiz Yaltkaya - tastiere (traccia: 11)
- John Mahoney - programmazione Synclavier (traccia: 11)
- Ken Cummings - assistente di programmazione Synclavier (traccia: 11)

### Formazione tecnica
- Arif Mardin - produttore discografico (tracce: 1, 4, 5, 7, 8, 9, 10), produttore e arrangiatore musicale (tracce: 2, 11), produttore e arrangiatore per le corna (traccia: 3), produttore e arrangiatore per stringhe (traccia: 6)
- David Gamson - produttore e arrangiatore musicale (traccia: 1)
- Verde Gartside - produttore (traccia: 1)
- Ray Bardani - registrazione audio (traccia: 1)
- Bruce Robbins - assistente tecnico (traccia: 1)
- Ed Garcia - assistente tecnico (tracce: 1, 2, 5, 7, 9, 10), mix (traccia: 3), la registrazione supplementare (traccia: 6)
- Bruce Robbins - assistente tecnico (traccia: 1)
- Iris Cohen - assistente tecnico (traccia: 1)
- Steve Boyer - assistente tecnico (traccia: 1)
- Steven Carthy - assistente tecnico (tracce: 1, 4, 5, 6, 7, 9)
- Wayne Warnecke - assistente tecnico (traccia: 1)
- John "Tokes" Potoker - mix e tamburo e registrazione (traccia: 1), mix (traccia: 7)
- Phillip Namanworth - supervisore del progetto (tracce: 1, 2, 3, 5, 6, 7, 8, 9, 10, 11)
- Reggie Griffin - arrangiatore musicale (traccia: 2), produttore, arrangiatore e mix (traccia: 6), produttore e arrangiatore (traccia: 7)
- Ellen Fitton - assistente tecnico (tracce: 2, 9)
- Michael O'Reilly - registrazione e mix (tracce: 2, 3, 10), la registrazione (ri-registrazione) e remix (traccia: 4), registrazione supplementare (tracce: 6, 11), la registrazione (traccia: 9)
- Mike Ging - assistente tecnico (traccia: 3)
- Paul Gommershall - assistente tecnico (traccia: 3)
- Joe Mardin - produttore e arrangiatore (tracce: 3, 10), produttore, arrangiatore e mix (traccia: 6), arrangiatore (traccia: 9)
- Simon Sullivan - registrazione supplementare (traccia: 3)
- Hugh Padgham - la registrazione del segmento Phil Collins (traccia: 3)
- Robbie Buchanan - produttore (traccia: 4)
- Mike Ross - assistente tecnico (traccia: 4)
- Philip Castellano - assistente tecnico (traccia: 4)
- Steve MacMillan - assistente tecnico (traccia: 4)
- Rod Hui - registrazione (ri-registrazione) (traccia: 4), registrazione e mix (traccia: 6), la registrazione supplementare (traccia: 7)
- Jack Joseph Puig - registrazione e mix (traccia: 4)
- Chaka Khan - produttore (traccia: 5)
- Philippe Saisse - produttore (traccia: 5)
- Acar chiave - assistente tecnico (tracce: 5, 7, 10)
- Craig Vogel - assistente tecnico (tracce: 5, 9)
- Dave O'Donnell - assistente tecnico (traccia: 5)
- Eric Calvi - mix (traccia: 5)
- Glen Ballard - ulteriore organizzazione, sequencing supplementare (traccia: 6)
- Randy Goodrum - ulteriore organizzazione, sequencing supplementare (traccia: 6)
- David Harrington - assistente tecnico (traccia: 6)
- Ellen Fitton - assistente tecnico (tracce: 6, 9, 11)
- Ira MacLaughlin - assistente tecnico (tracce: 6, 8)
- Stephen Benben - assistente tecnico (traccia: 6), re-registrazione (traccia: 8)
- Rod O'Brian - registrazione (traccia: 6), la registrazione supplementare (traccia: 7), assistente tecnico (traccia: 9)
- Bob Rosa - registrazione (traccia: 7), assistente tecnico (traccia: 10)
- Beau Hill - produttore e arrangiatore (traccia: 8)
- Bobby Warner - registrazione supplementare (traccia: 8)
- Russ Titelman - produttore (traccia: 9)
- Barbara Milne - assistente tecnico (traccia: 9)
- Ernie Wilkins - assistente tecnico (traccia: 9)
- Jeff Lord-Alge - assistente ingegnere (traccia: 9)
- Jill Dell'Abate - produzione, coordinatore (traccia: 9)
- Chris Lord-Alge - registrazione (traccia: 9)
- Steve Peck - registrazione supplementare (traccia: 9), assistente tecnico (traccia: 10)
- Tom Lord-Alge - registrazione e mix (traccia: 9)
- Jimmy Douglass - assistente tecnico (traccia: 10), registrazione e mix (traccia: 11)
- Cengiz Yaltkaya - produttore (traccia: 11)
- Hugo Dwyer - registrazione supplementare (traccia: 11)
- Michael Morongell - registrazione supplementare (traccia: 11)
- Mark Pawlowski - assistente ingegnere (traccia: 11)
- Jeri McManus - direzione artistica
- Lynn Robb - design e lettering
- Christy Allerdings - organizzatore generale
- Leyla Turkkan - assistente alla produzione coordinamento
- Burt Zell Management - direzione generale
- George Holz - fotografia